# シュモクドリ
シュモクドリ（撞木鳥、Scopus umbretta）は、ペリカン目シュモクドリ科シュモクドリ属に分類される鳥類。本種のみでシュモクドリ科シュモクドリ属を形成する。

## 分布
アンゴラ、イエメン、ウガンダ、エチオピア、ガンビア、エリトリア、ガーナ、ガボン、カメルーン、ギニア、ギニアビサウ、ケニア、コートジボワール、コンゴ共和国、コンゴ民主共和国、サウジアラビア、ザンビア、シエラレオネ、ジブチ、ジンバブエ、スーダン、スワジランド、セネガル、ソマリア、タンザニア、チャド、中央アフリカ共和国、トーゴ、ナイジェリア、ナミビア、ニジェール、ブルキナファソ、ブルンジ、ベナン、ボツワナ、マダガスカル、マラウイ、マリ共和国、南アフリカ共和国、モザンビーク、ルワンダ、レソト
サハラ砂漠以南のアフリカ全土、マダガスカル、アラビア半島西南部に分布する。

## 形態
全長58cm。全身は褐色の羽毛で覆われる。後頭部の羽毛は伸長しており、真っすぐに伸びた嘴と合わせて頭部がハンマー（撞木）のように見えることが和名や英名の由来。
嘴と後肢の色彩は黒い。趾には部分的に水掻きがある。

## 生態
草原や水辺などに生息する。雨季にできた水溜りに飛来することもある。
食性は動物食で、魚類、両生類、昆虫類などを食べる。採食は主に明け方と夕方に行う。
繁殖形態は卵生。繁殖期は地方によって異なり、ナイジェリアでは1-4月、南アフリカでは7-1月である。樹上（木がない場合は地表にも作る）に木の枝などを泥で固めて布や骨などで装飾したドーム状の大型の巣を雌雄共同で作る。巣を作るのに30-40日かかる。通常2-3個の巣を作りその内の一つを繁殖やねぐらに使用する。また、一度使った巣は数年間使用する。1回に3-7個の卵を産む。雌雄交代で抱卵を行い、抱卵期間は約30日。雌雄で育雛を行う。雛は孵化してから約1か月で巣立つ。

## 亜種
以下の2亜種に分類される。
- Scopus umbretta umbretta シュモクドリ
- Scopus umbretta minor ギニアシュモクドリ

亜種シュモクドリよりもやや小型で、体色が濃い。

## 人間との関係
民家の近くでゴミを漁ることもある。人をあまり恐れない。
生息地では本種を殺すと不幸が訪れると信じられている。